# Antonio Rovira y Trías
Antonio Rovira y Trias (Barcelona, 27 de mayo de 1816 - Barcelona, 2 de mayo de 1889) fue un arquitecto español, ganador del concurso municipal de 1859 en el que el Ayuntamiento de Barcelona le encargó que urbanizase el Distrito del Ensanche y que finalmente se desarrolló siguiendo el plan de Ildefonso Cerdá. Fue concejal, diputado y arquitecto municipal de Barcelona y creó el cuerpo de bomberos de la ciudad.

## Biografía familiar

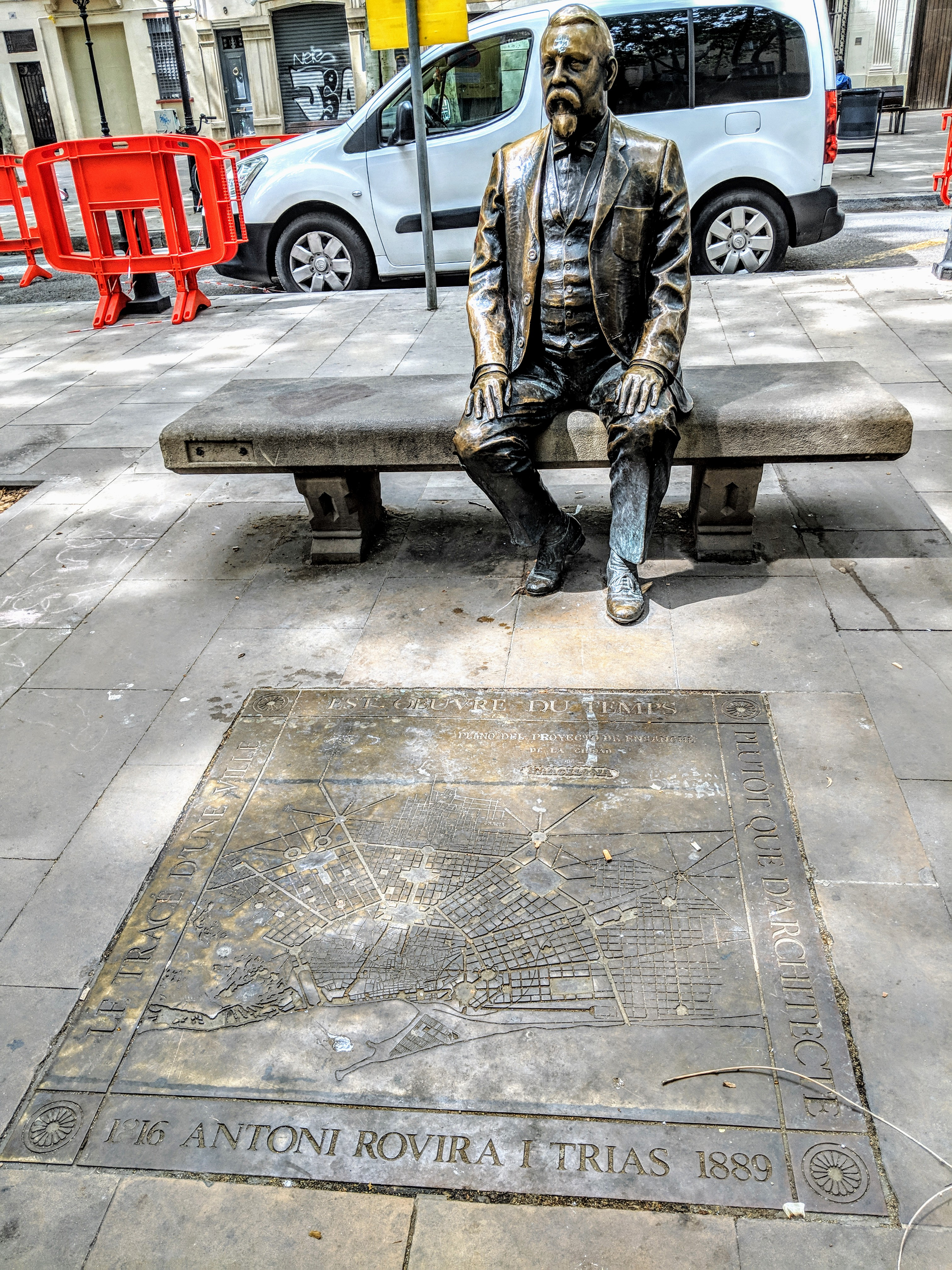
Escultura de Antonio Rovira y Trías en Barcelona.

Su familia gozaba de tradición en las artes de construcción y en la dirección de obras. Sus padres se instalaron en la Ciudad Condal en el siglo XVIII. Su padre, Antonio Rovira y Riera, fue carpintero y maestro de obras. Se le atribuyen varias obras, de las cuales sólo se tienen constancia de un puente de madera, siguiendo el proyecto de Tomás Soler y Ferrer, construido en 1802 entre la aduana y el Palacio Real, con motivo de una visita a Barcelona de Carlos IV y de la princesa María Luisa para recibir a los reyes de Etruria que llegaban a la ciudad, así como unos trabajos en la construcción del Cementerio de Pueblo Nuevo, que erróneamente se atribuyen a su hijo. Su madre, Gertrudis Trías, era hija de Narciso Trias, un fabricante de indianas. Antonio nació en el barrio de Gracia. Dada la situación administrativa de la futura villa de Gràcia, que entonces todavía era un barrio fuera de la muralla, Antoni fue bautizado en la catedral de Barcelona el 27 de mayo. Influido por la antigua tradición familiar, Rovira y Trías se inclinó hacia la arquitectura y parece ser, pese a la ausencia de datos fehacientes, que ya a los siete años era maestro de obras. Se casó con Magdalena Rabassa y Barenys, con quien tuvo dos hijos, Antoni y Ricard, el primero arquitecto, y el segundo abogado y juez. Falleció de un derrame cerebral, en 1889. 
Gozó de gran popularidad dada su pasión por su ciudad natal. Su funeral fue solemne y fue honrado por el cuerpo de bomberos.

## Estudios
Hizo sus primeros estudios en la Escuela de la Lonja, cursando química, matemáticas, geografía o geología. En 1836 pudo entrar en la recién creada Escuela de Ingenieros de Caminos de la Academia de San Fernando, si bien abandonó estos estudios por los de arquitectura, graduándose el 30 de marzo de 1842 en la Real Academia de Bellas Artes de San Fernando. Durante su servicio militar en la comandancia de San Felíu de Codinas elaboró con dos compañeros su primer trabajo conocido, aún como estudiante: el plano de la villa de Sant Felíu, concluido en 1836. También, en su época de estudiante, editó unos planos de los desaparecidos Banys Nous, hoy perdidos.

## Obras más representativas

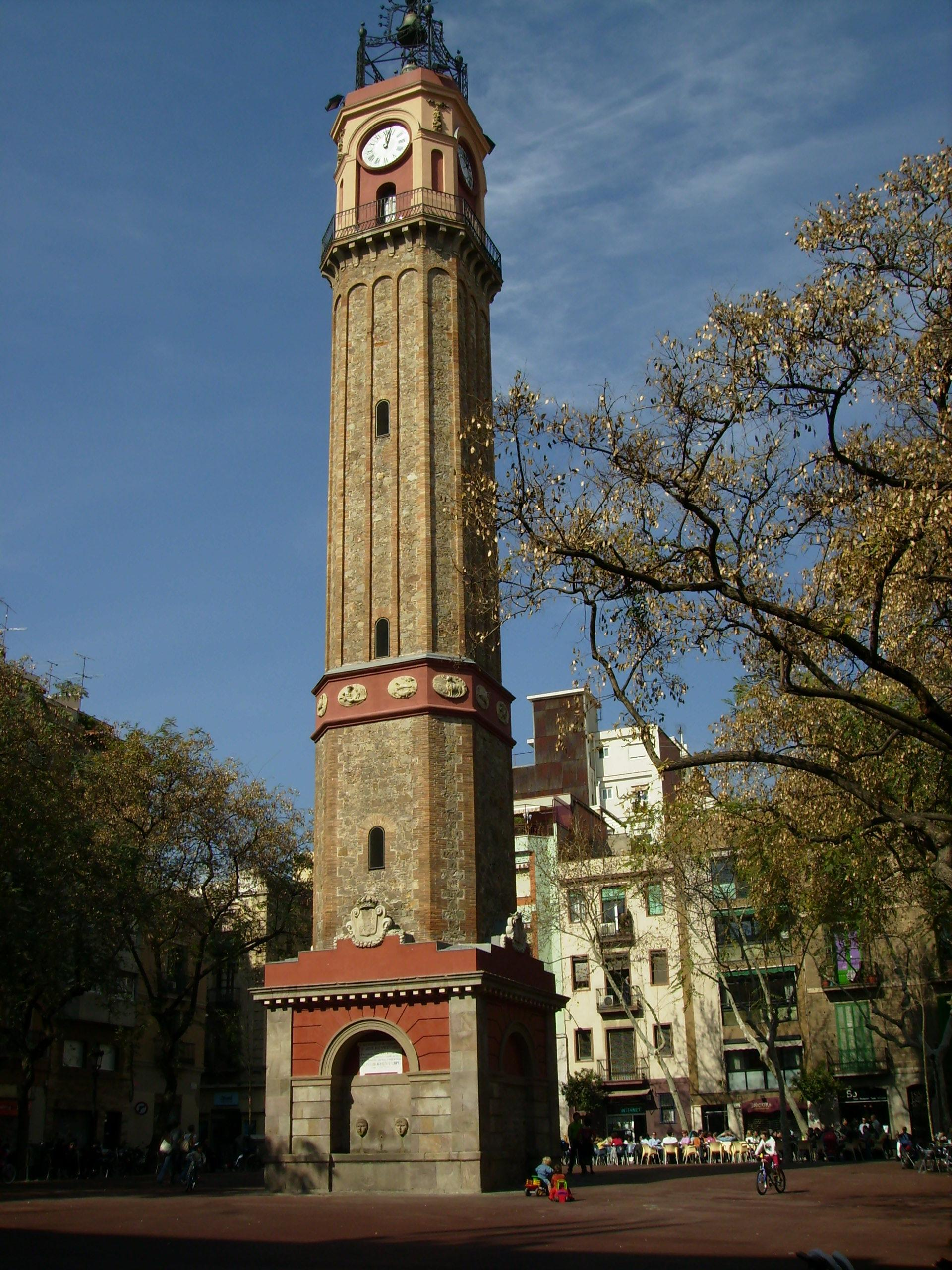
Torre del Reloj de Gracia (1862-1864).
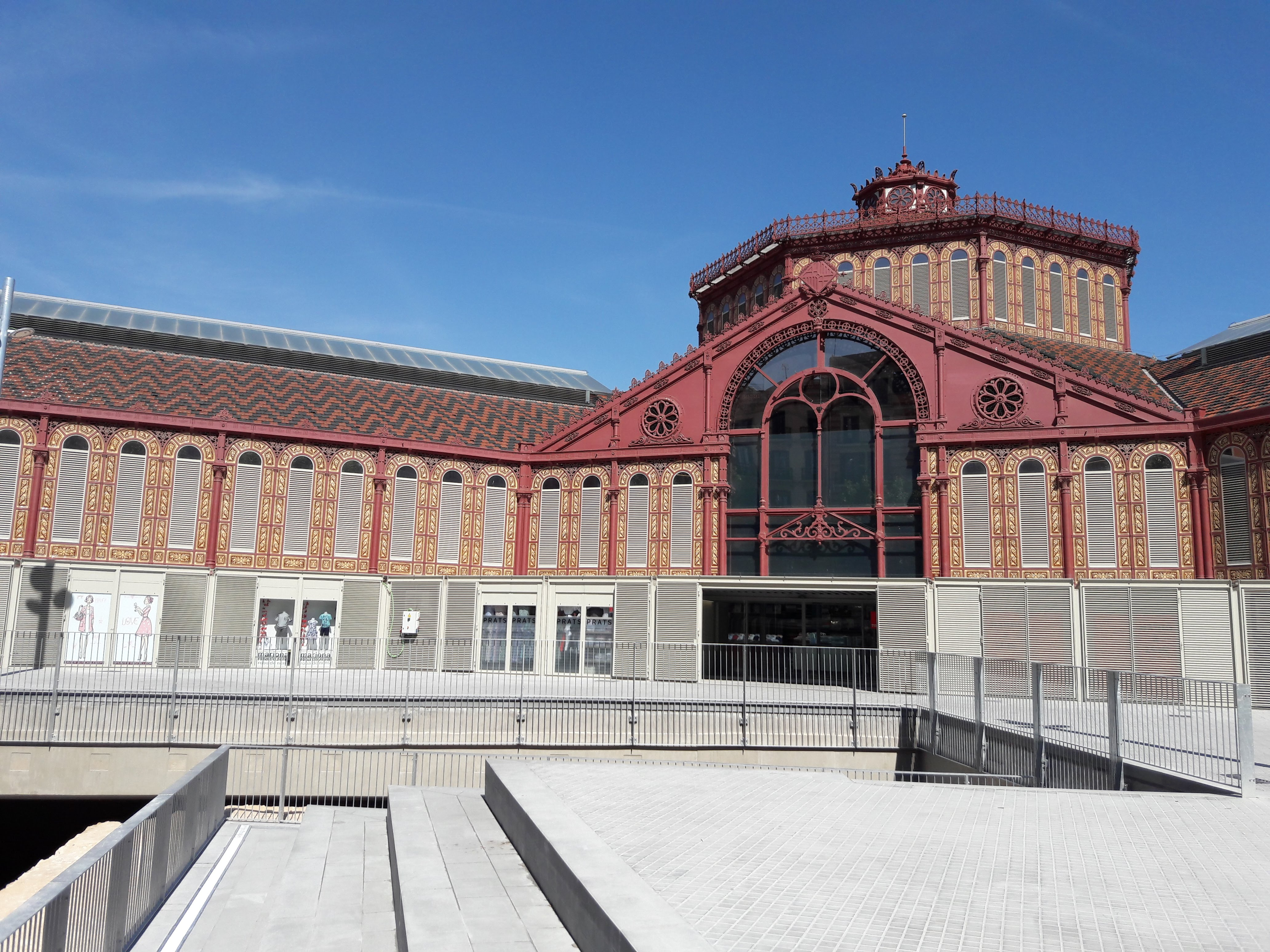
Mercado de San Antonio (1872-1882).
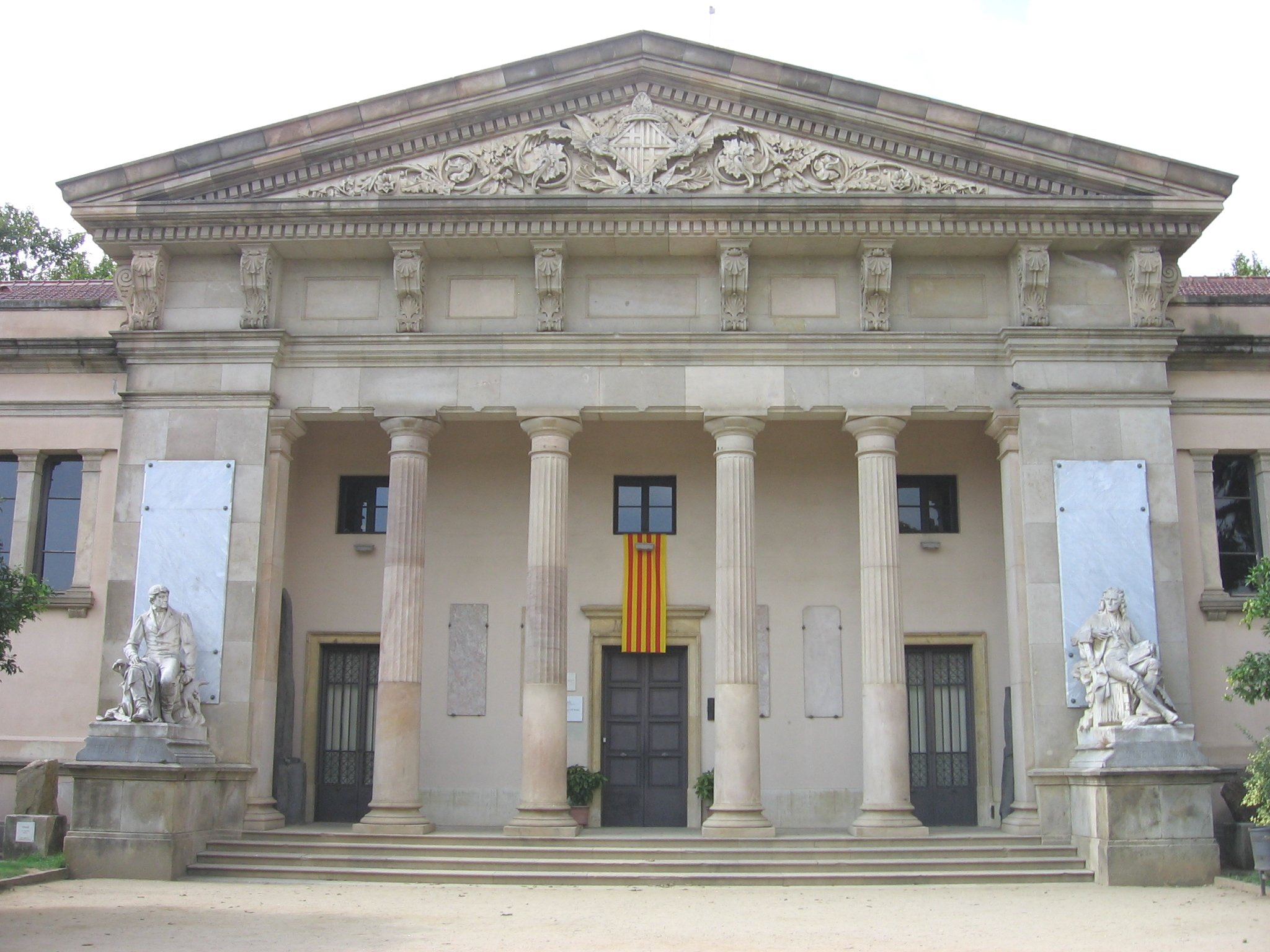
Museo Martorell de Geología, Parque de la Ciudadela (1879-1882).
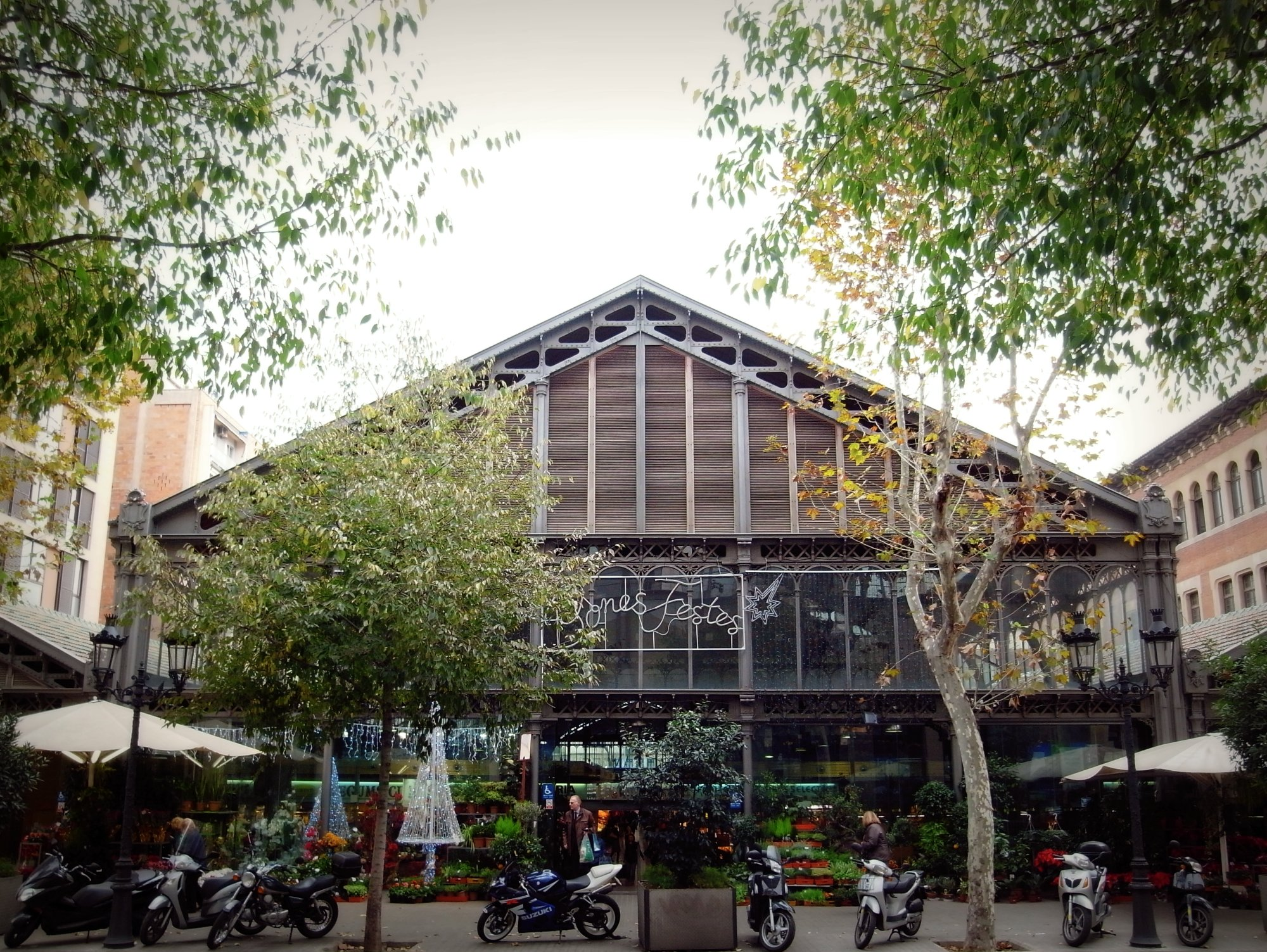
Mercado de la Concepción (1887-1888).